# صوت‌شناسی زیرآبی

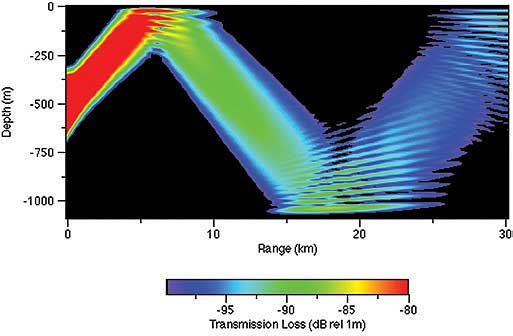
خروجی یک مدل کامپیوتری انتشار آکوستیک آبی در یک محیط اقیانوسی ساده‌شده.

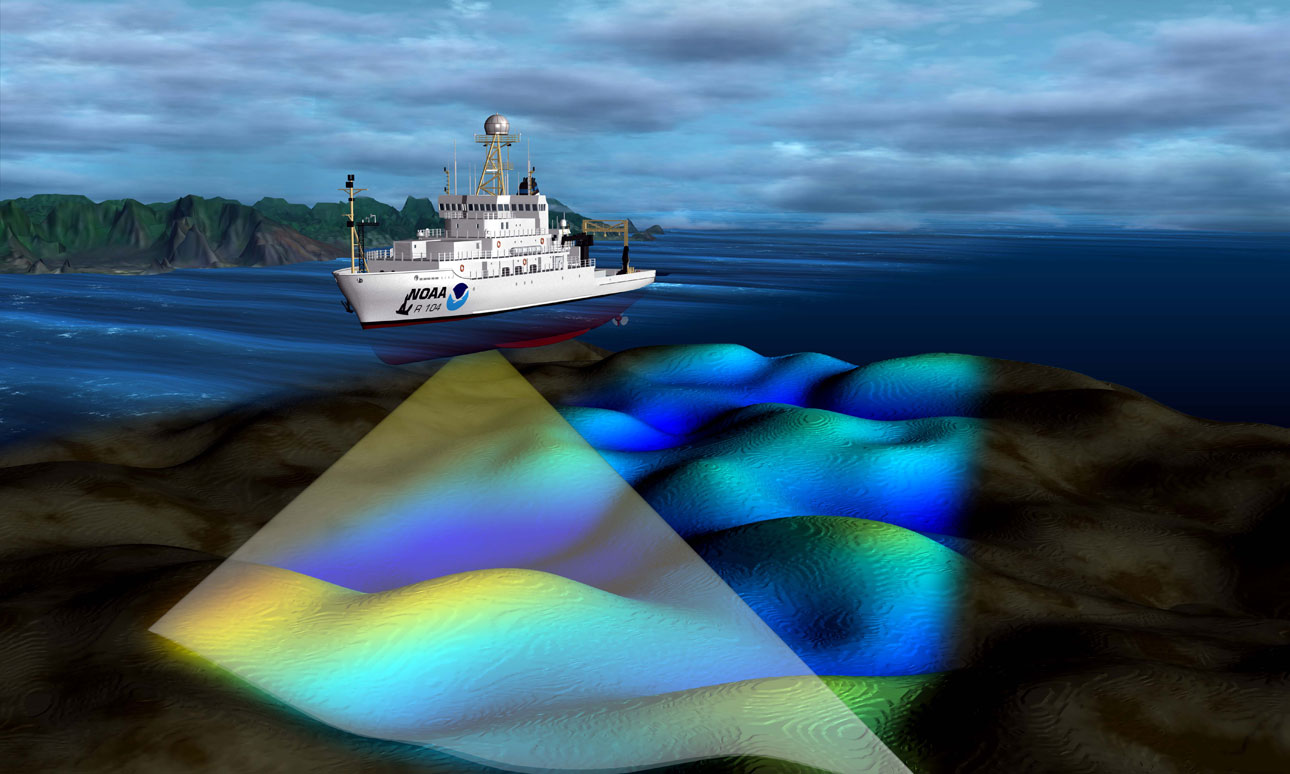
گردآوری داده‌های سونار چندپرتویی

صوت‌شناسی زیرآبی (به انگلیسی: Underwater acoustics) یا آکوستیک آبی (hydroacoustics) به مطالعه انتشار صدا در آب و برهم‌کنش آن با موج‌های مکانیکی تشکیل‌دهنده مرز و محتویات صدا با آب، گفته می‌شود. آب ممکن است در اقیانوس، دریاچه، رودخانه یا یک مخزن باشد. فرکانس‌های معمول مرتبط با آکوستیک زیرآب بین ۱۰ هرتز تا ۱ مگاهرتز است. انتشار صدا در اقیانوس در فرکانس‌های کمتر از ۱۰ هرتز معمولاً بدون نفوذ به اعماق بستر امکان‌پذیر نیست، در حالی که فرکانس‌های بالاتر از ۱ مگاهرتز به ندرت استفاده می‌شوند زیرا بسیار سریع جذب می‌شوند.
صوت‌شناسی زیرآبی با استفاده از فناوری سونار، بیشتر برای پایش و نظارت بر ویژگی‌های فیزیکی و زیست‌شناختی زیر آب به‌کار می‌رود. از آکوستیک آبی می‌توان برای تشخیص عمق یک پهنه آبی (ژرفاسنجی) و همچنین وجود یا عدم وجود، فراوانی، توزیع، اندازه و رفتار گیاهان و حیوانات زیر آب نیز استفاده کرد. سنجش آکوستیک آبی بر پایه صوت‌شناسی غیرفعال (گوش‌دادن به صداها) یا صوت‌شناسی فعال (سونار) است که در حالت فعال، صوت تولید شده و به پژواک آن گوش داده می‌شود، از این رو نام رایج دستگاه ژرفایابی پژواکی است.
دلایل مختلفی برای ایجاد نویز ناشی از حمل و نقل وجود دارد، این نویزها را می‌توان به موارد ایجادشده توسط پروانه کشتی‌ها، موارد ایجادشده توسط ماشین‌آلات و موارد ناشی از حرکت شناورها تقسیم کرد. اهمیت نسبی این سه دسته مختلف به عوامل گوناگونی از جمله نوع کشتی بستگی دارد.
رشته آکوستیک زیرآب ارتباط نزدیکی با تعدادی دیگر از رشته‌های مطالعات صوت‌شناسی شامل سونار، مبدل، پردازش سیگنال اقیانوس‌نگاری آکوستیک، زیست‌آوایی و صوت‌شناسی فیزیکی دارد.